# WASP-31b
WASP-31b este o exoplanetă de tip Jupiter fierbinte cu densitate scăzută (umflată) care orbitează o stea pitică săracă în metale (63% din metalicitatea solară) numită WASP-31. Exoplaneta a fost descoperită în anul 2010 de proiectul WASP. WASP-31b se află în constelația Cupa și se află la o distanță de aproximativ 1305 de ani lumină (distanță parcursă de lumină) de Pământ.

## Caracteristici
WASP-31b este o exoplanetă de tip Jupiter fierbinte cu densitate scăzută (umflată), având o masă de aproximativ 0,48 de ori masa lui Jupiter și o rază de aproximativ 1,55 de ori raza lui Jupiter. Atmosfera planetei are, de fapt, cea mai mare înălțime la scară, de 1150 km, dintre exoplanetele cu atmosfere măsurabile în 2021.
Exoplaneta orbitează WASP-31, steaua sa gazdă, la fiecare 3,4 zile. 

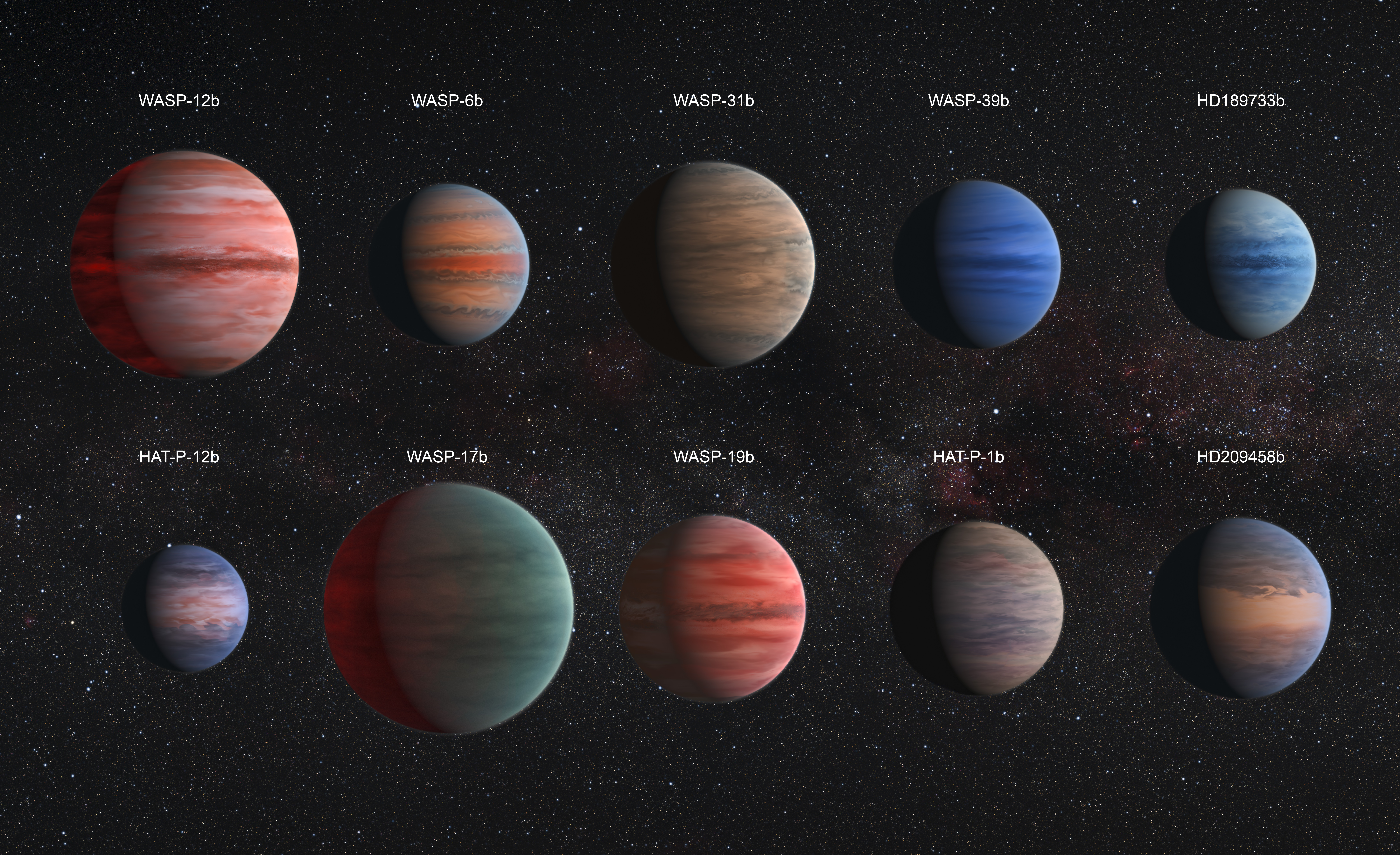
Comparație dintre exoplanete de tip „Jupiter fierbinte”, inclusiv WASP-31b (rândul de sus; al treilea de la stânga) (concept de artist)De la stânga sus la dreapta jos: WASP-12b, WASP-6b, WASP-31b, WASP-39b, HD 189733b, HAT-P-12b, WASP-17b, WASP-19b, HAT-P-1b și HD 209458b.

În 2012, s-a descoperit, din efectul Rossiter-McLaughlin, că WASP-31b orbitează steaua sa gazdă într-o direcție progradă. Axa de rotație a stelei WASP-31 este înclinată cu 2,8 ± 3,1 grade față de orbita planetară. Un studiu spectroscopic din 2014 a dezvăluit că WASP-31b are un strat dens de nori acoperit de o atmosferă cețoasă. De asemenea, s-a raportat că WASP-31b are cantități semnificative de potasiu în atmosfera sa superioară. Cu toate acestea, detectarea potasiului a fost respinsă în 2015. Discrepanța privind detectarea potasiului a fost rezolvată în 2020 cu ajutorul unui model îmbunătățit al stratului de nori. Cea mai bună potrivire a fost o cantitate foarte mică de apă deasupra norilor și deloc potasiu.
Reanalizarea datelor spectroscopice planetare din 2020 a dezvăluit prezența hidrurii de crom, pe lângă apă.